# Sebastián Coates
Sebastián Coates Nion (* 7. října 1990, Montevideo, Uruguay) je uruguayský profesionální fotbalista a bývalý reprezentant, který hraje na pozici středního obránce za klub Nacional Montevideo.

## Klubová kariéra
V 11 letech se dostal do akademie Nacionalu Montevideo. Roku 2009 se jako osmnáctiletý připojil k seniorskému týmu. V roce 2010 už byl součástí základní sestavy a do svého odchodu nevynechal jediné utkání.
V srpnu 2011 jej z Nacionalu vykoupil anglický Liverpool za částku 7 milionů eur. Zájem o Coatese měl také Manchester City a ukrajinský FK Dnipro.
Od roku 2016 působí v Portugalsku, v klubu Sporting CP, kde se prosadil do základu. V únoru 2017 uplatnil klub opci a vykoupil Coatese za 5 milionů eur z anglického Sunderlandu. Coates podepsal smlouvu na pět a půl roku.
V utkání proti Rio Ave 31. srpna 2019 zavinil tři penalty a jeho tým tak prohrál 2:3. Všechny tři fauly spáchal na útočníkovi soupeře Mehdim Taremiovi. Po třetím zákroku na Taremiho byl za druhou žlutou kartu rozhodčím vyloučen.

## Reprezentační kariéra
Trenér Óscar Tabárez jej nominoval pro zápasy interkontinentální kvalifikace na MS 2010, kdy se Uruguay měla střetnout s Kostarikou. Coates do zápasů nezasáhl, Uruguay play-off zvládla. Na závěrečný šampionát však nominován nebyl. Svůj reprezentační debut si odbyl následující rok v červnu v přátelském zápase s Estonskem (3:0) a nastoupil na závěrečnou půlhodinku.
V červenci 2011 si zahrál na jihoamerickém turnaji Copa América. Po úvodním zápase skupiny Uruguayců proti Peru (1:1), do kterého Coates nezasáhl, si odbyl turnajový debut ve druhém zápase v klání proti Chile (1:1). Utkání odehrál celé, stejně jako další utkání proti Mexiku, kdy se již Uruguayi podařilo vyhrát (1:0). Kvůli dvěma žlutým kartám ze druhého a třetího skupinového zápasu chyběl ve čtvrtfinále, Uruguay i bez něj vyřadila Argentinu na penalty. V semifinále byl opět v základu, týmu se podařilo napodruhé porazit Peruánce (2:0). Finálové utkání odehrál znovu celé a opět po boku kapitána Diega Lugana, Uruguay uspěla proti Paraguayi a zvítězila 3:0.
Později se zúčastnil MS 2014 a 2018.